# Кванго (річка)
Кванго (Kwango, Cuango) — річка в Центральній Африці, в Анголі і Демократичній республіці Конго. Найбільша ліва притока річки Касаї, що належить до басейну річки Конго. Довжина близько 1100 км. Площа басейну 263,5 тис. км². Бере початок на плато Лунда у центральній Анголі, тече на Захід широкою і глибокою долиною, утворюючи ряд порогів і водоспадів. Головні притоки — Вамба і Квілу (справа). Впадає в Касаї поблизу міста Бандунду. Підйом води з вересня — жовтня по квітень, в сезон дощів; найнижчий рівень — в серпні. Середня річна витрата води в нижній течії — 2,7 тис. м³/сек. Судноплавна від гирла до порогів Кінгуші (307 км), і частково в середній течії (між Кінгуші і водоспадом Франца-Йосипа, близько 300 км).
| Річка | Це незавершена стаття про річку. Ви можете допомогти проєкту, виправивши або дописавши її. |

| Ангола | Це незавершена стаття з географії Анголи. Ви можете допомогти проєкту, виправивши або дописавши її. |

| Республіка Конго | Це незавершена стаття з географії Республіки Конго. Ви можете допомогти проєкту, виправивши або дописавши її. |